# Dinámica fuente-sumidero
Las dinámicas fuente-sumidero son un modelo teórico-práctico utilizado en ecología para describir cómo la variación en la calidad del hábitat puede afectar el crecimiento de una población. Dado que es probable que la calidad varíe entre porciones de un hábitat, es importante considerar cómo las variaciones de calidad podrían influir en una población y su sistema demográfico. Entonces, y a partir de este modelo, los organismos ocupan dos subtipos de hábitat. Un subtipo, la fuente, es un hábitat de alta calidad que, en promedio, permite que la población aumente. El segundo subtipo, el sumidero, es un hábitat de muy baja calidad que, por sí solo no podría mantener a una población. Sin embargo, un exceso de individuos en la fuente puede trasladarse con frecuencia al sumidero, lo cual puede hacer que la población del sumidero persista indefinidamente, pese a sus restricciones.
En general, se supone que los organismos pueden distinguir entre hábitats de alta y baja calidad, y prefieren hábitats de alta calidad. Sin embargo, los postulados sobre trampas ecológicas describen las razones por las que los organismos podrían preferir, en determinados casos, áreas de sumidero en lugar de áreas fuente. Finalmente, el modelo de fuente-sumidero implica que algunas porciones de hábitat por sobre otras pueden ser más importantes para la supervivencia a largo plazo de una población, y que su estudio puede mejorar la toma de decisiones de administradores de sitios de interés ecológico en pos de una correcta conservación.

## Desarrollo teórico

### Definidores de fuentes, sumideros, y flujos fuente-sumidero
Aunque las bases para la distinción de hábitats fuentes y sumideros a partir de variables demográficas habían sido ya planteadas y discutidas por los estudios de (Lidicker 1975; y Van Horne, 1983), la vinculación explícita al flujo entre fuentes y sumideros en condiciones pro-extintivas y demográficamente erosivas fue abordada por (Holt, 1985), y de forma consolidada por (Pulliam, 1988).
(Pulliam, 1988) tomó las evidencias y los postulados para entonces existentes, reuniéndolos y desarrollándolos en un solo modelo teórico para las dinámicas fuente-sumidero. Definió así las áreas fuente y sumidero en términos demográficos aplicativos a poblaciones biológicas de interés: tasas de natalidad, inmigración, muerte y emigración. En el área fuente, una buena calidad del hábitat hace que las tasas de natalidad resulten ser mayores que las tasas de mortalidad, lo que produce que la población se incremente. Al existir un excedente de individuos, es por lo tanto conducente que un sobrante de individuos deje el área, por lo que las tasas de emigración en la fuente resultan ser mayores que las tasas de inmigración. En otras palabras, las fuentes son exportadores netos de individuos. En contraste, en un área de sumidero, una baja calidad del hábitat hace que las tasas de mortalidad sean mayores que las tasas de natalidad, lo que resulta en una disminución de la población hacia la extinción, a menos que una suficiente cantidad de individuos emigren desde el área fuente. Se espera entonces que las tasas de inmigración sean mayores que las tasas de emigración, por lo que los sumideros son áreas importadoras netas de individuos. Como resultado de todo lo anterior, habría un flujo neto de individuos desde áreas fuente hacia áreas sumidero, lo cual puede sostener una población indefinida en el área sumidero, pese a su inviabilidad.
(Holt, 1985), por su parte, evidenció, de forma práctica, que poblaciones en áreas sumidero pueden sostenerse a partir de una dispersión pasiva y persistente proveniente desde un área fuente. También demostró que los sumideros pueden ser hábitats contendedores en situaciones en que el hábitat fuente ve excedida su capacidad de carga, y que por dispersión retrasada el flujo fuente-sumidero puede contribuir a estabilizar la relación existente en interacciones depredador-presa inestables.  No obstante, Holt consideró este fenómeno selectivamente desventajoso, y en tal sentido lo consideró un fenómeno transitorio en la escala evolutiva, mientras Pulliam puso en evidencia teórica la posibilidad de que estos fenómenos fueran evolutivamente estables.

### Existencia de pseudosumideros

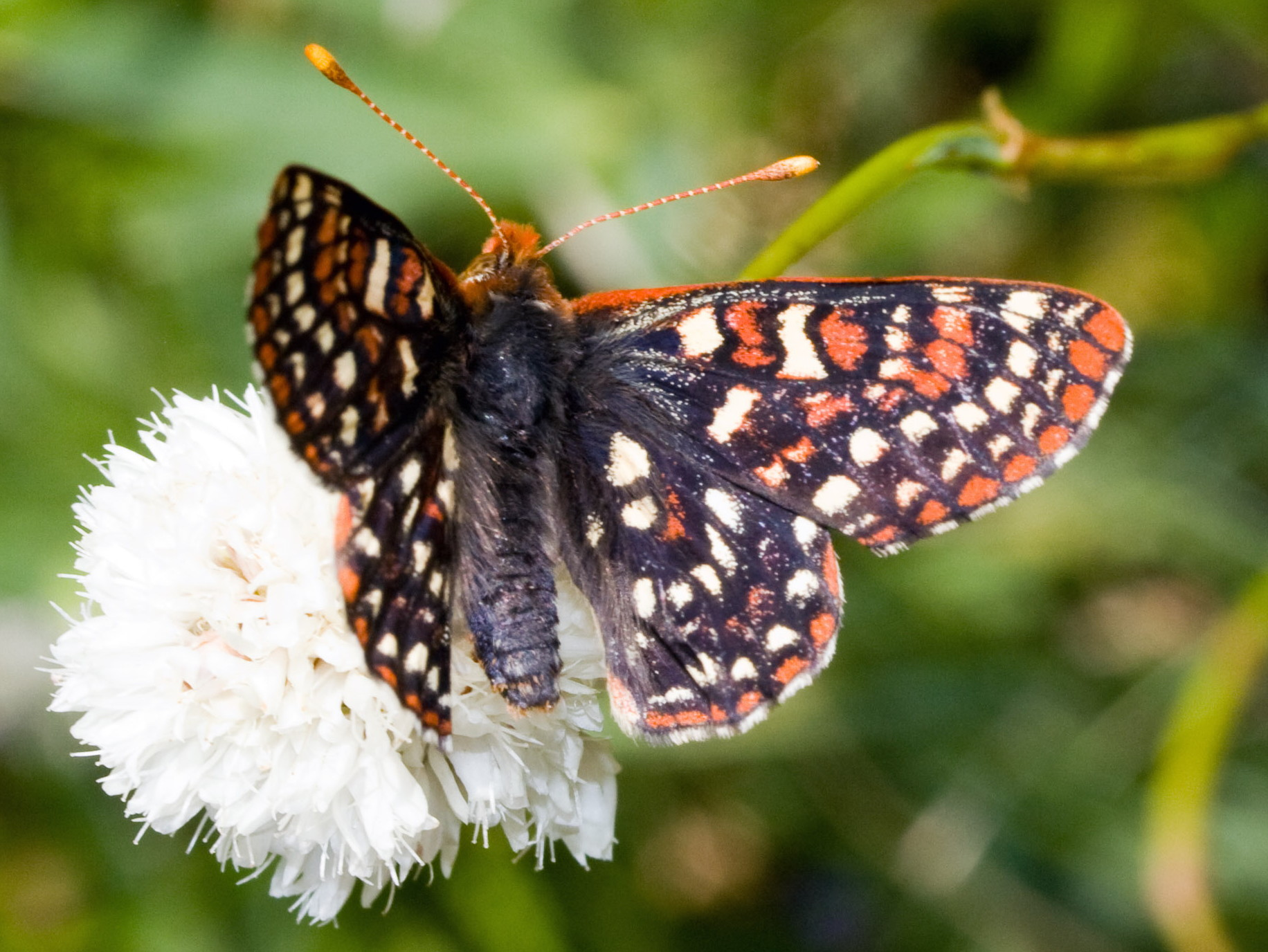
La especificidad de una población de Euphydryas editha comprobó la existencia de pseudosumideros.

Los estudios de Pulliam fueron seguidos por otros investigadores que desarrollaron y probaron el modelo de fuente-sumidero. (Watkinson y Sutherland, 1995) presentaron un fenómeno en el que las altas tasas de inmigración podrían hacer que un área pareciera un sumidero al elevar la población del sitio por encima de su capacidad de carga, que es el número de individuos que puede soportar. Sin embargo, en ausencia de inmigración, estas áreas son capaces de mantener a una población más pequeña. Dado que los verdaderos sumideros no pueden soportar ninguna población, los autores llamaron a estas áreas pseudosumideros.
Determinar la existencia de un sumidero verdadero o un pseudosumidero requería cortar la inmigración al área en cuestión y determinar si esta todavía era capaz de mantener una población. (Thomas et al, 1996) fueron capaces de hacer precisamente eso, aprovecharon una helada no estacional que mató a las plantas huésped para una población fuente de la mariposa Euphydryas editha. Sin las plantas hospederas, se cortó el suministro de inmigrantes a otros sitios cercanos. Aunque esta área parecía ser un sumidero, la especie no se extinguió sin el suministro constante de inmigrantes. Por el contrario, fue capaz de sostener una población más pequeña, lo que sugiere que en realidad se trataba de un pseudosumidero.
A la precaución de Watkinson y Sutherland, le siguió la precaución de (Días, 1996) sobre la dificultad en la identificación de los pseudo-sumideros. Afirmó que es necesario un estudio a largo plazo de los parámetros demográficos de las poblaciones en cada área, pues de lo contrario, las variaciones temporales en esos parámetros, tal vez debido a fluctuaciones climáticas o desastres naturales, pueden resultar en una clasificación errónea de los hábitats. Por ejemplo, (Johnson, 2004) describió la inundación periódica de un río en Costa Rica que inundó por completo los sitios de la planta huésped para el escarabajo Cephaloleia fenestrata. Durante las inundaciones, estos sitios se convirtieron en sumideros, pero en otras ocasiones no fueron diferentes de otras zonas con mejores condiciones. Si los investigadores no hubieran considerado lo que sucedió durante las inundaciones, no habrían entendido toda la complejidad del sistema.

### Inversión fuente-sumidero y aspectos escalares

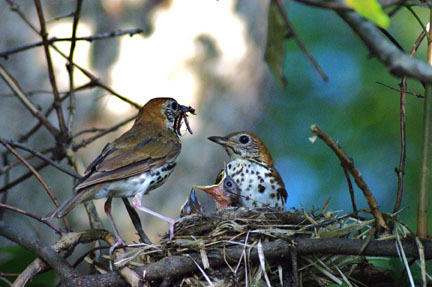
Hylocichla mustelina, posee una densa red continental de flujos fuente-sumidero.

(Días, 1996) también argumentó que una inversión fuente-sumidero de un hábitat es posible para que los sumideros se conviertan en las áreas fuentes de una especie. Debido a que la reproducción en las áreas fuente es mucho mayor que en los sitios de sumidero, generalmente se espera que la selección natural favorezca las adaptaciones al hábitat fuente. Sin embargo, si la proporción de áreas fuente se reduce, de modo que el hábitat del sumidero se vuelve mucho más disponible, los organismos pueden comenzar a adaptarse a él. Una vez adaptado, el sumidero puede convertirse en un hábitat fuente, quedando la especie inadaptada a su anterior nicho. Se cree que esto ocurrió con Parus caeruleus hace 7.500 años cuando cambió la composición del bosque en Córcega, aunque se conocen pocos ejemplos modernos. Por su parte, (Boughton, 1999) describió una inversión fuente-pseudosumidero en poblaciones de mariposas Euphydryas editha. Después de una escarcha, las mariposas tuvieron dificultades para recolonizar las áreas de la fuente anterior. Boughton descubrió que las plantas hospedadoras en las fuentes anteriores senescían mucho antes que en los parches anteriores de pseudosumideros. Como resultado, los inmigrantes llegaban regularmente demasiado tarde para reproducirse exitosamente. Así, encontró que los antiguos pseudosumideros se habían convertido en fuentes, y que las fuentes anteriores se habían convertido en verdaderos sumideros.
Más adelante, (Tittler et al, 2006) se dispusieron a examinar los datos del seguimiento de Hylocichla mustelina en busca de evidencia de poblaciones fuentes y sumideros a gran escala. Los autores razonaron que los emigrantes de las fuentes probablemente serían los juveniles producidos hace un año, dispersándose para reproducirse en los sumideros al año siguiente, produciendo así el retraso de un año entre los cambios de la población en una fuente y su repercusión luego en el sumidero. Utilizando datos de la encuesta de seguimiento sobre aves reproductoras en Norteamérica, buscaron dicha relación, y a cambio encontraron varios pares de sitios que exhibían relaciones significativas en magnitudes de entre 60 a 80 kilómetros de distancia. Resultó que varios sitios parecían ser fuente de más de un sumidero, y varios sumideros parecían recibir individuos de más de una fuente. Además, algunos sitios parecían ser un sumidero para una población, pero una fuente para otras poblaciones. Los autores concluyeron que la dinámica de fuente-sumidero puede ocurrir en escalas continentales.

### Aspectos demográficos
En (Runge et al, 2006) se señala que, en general, los investigadores deben estimar la reproducción per cápita, la probabilidad de supervivencia y la probabilidad de emigración para diferenciar los hábitats de origen y de sumidero. Si se ignora la emigración, los individuos que emigran pueden ser interpretados como mortalidades, lo que haría que las fuentes se clasifiquen erróneamente como sumideros. Este problema es importante si el concepto de fuente-sumidero se ve en términos de calidad del hábitat, porque clasificar un hábitat de alta calidad como de baja calidad puede llevar a errores importantes en la gestión ecológica, inclusive a producir verdaderas trampas ecológicas. (Runge et al, 2006) mostró cómo integrar el modelo de dinámicas fuente-sumidero con matrices de proyección de población, y de estadísticas ecológicas para diferenciar fuentes y sumideros.
| Relación                                 | Frente a sumideros                 | Frente a pseudosumideros                             | Frente a trampas ecológicas        |
| ---------------------------------------- | ---------------------------------- | ---------------------------------------------------- | ---------------------------------- |
| Hábitats de alta calidad Exportador neto | Estable o en crecimiento Atractivo | Estable o en crecimiento Atractivo                   | Estable Evitado                    |
| Hábitats de baja calidad Importador neto | Desciende a la extinción Evitado   | Disminuye a un tamaño estable De evitado a atractivo | Desciende a la extinción Atractivo |

## Influencia de los modos de dispersión
¿Por qué los individuos dejarían un hábitat fuente de alta calidad por un hábitat sumidero de baja calidad? Esta pregunta es fundamental para la teoría de las dinámicas fuente-sumidero. En última instancia, depende de los organismos y la forma en que se mueven y se distribuyen entre las porciones de hábitat. Por ejemplo, las plantas se dispersan pasivamente, confiando en otros agentes como el viento o las corrientes de agua para mover sus semillas a otras áreas. La dispersión pasiva puede dar como resultado una dinámica de fuente-sumidero cuando las semillas caen en un sitio que no puede soportar el crecimiento o la reproducción de la planta. Los vientos pueden depositar continuamente semillas allí, manteniendo una población a pesar de que las plantas no se reproducen con éxito. Otro ejemplo para este caso son las especies protistas del suelo, que también se dispersan pasivamente, confiando principalmente en el viento para colonizar otras zonas. Como resultado, la dinámica de fuente-sumidero puede surgir porque los agentes externos simplemente dispersan los propágulos, quistes o esporas protistas sobre hábitats pobres.
En contraste, muchos organismos que se dispersan activamente no deberían tener ninguna razón para permanecer en un área de sumidero, siempre que los organismos puedan reconocerlo como un hábitat de mala calidad. El razonamiento detrás de este argumento es que a menudo se espera que los organismos se comporten de acuerdo con una distribución libre ideal, que describe una población en la que los individuos se dispersan uniformemente entre las porciones de hábitat de acuerdo con la cantidad de individuos que cada porción pueda soportar. Cuando hay sitios de calidad variable disponible, la distribución libre ideal predice un patrón de dispersión equilibrada. En este modelo, cuando la porción de hábitat preferido aglomera la suficiente población para que la condición física promedio (tasa de supervivencia o éxito reproductivo) de los individuos caiga por debajo de la condición física promedio de un segundo sitio de menor calidad, se espera entonces que los individuos se muevan hacia ese segundo sitio. Sin embargo, tan pronto como el segundo sitio esté lo suficientemente lleno, se espera que los individuos vuelvan al primer hábitat. Eventualmente, las áreas deben equilibrarse de modo que la condición física promedio de los individuos en cada porción, y las tasas de dispersión entre los dos sitios, sean uniformes. En este modelo de dispersión equilibrada, la probabilidad de dejar un área es inversamente proporcional a su capacidad de carga.
Una alternativa a la distribución libre ideal y los modelos de dispersión equilibrada es cuando la condición física puede variar entre los sitios de reproducción potenciales dentro de las porciones de un hábitat, y los individuos deben seleccionar el mejor sitio disponible, a lo cual se guían por indicadores experienciales. Esta alternativa se ha llamado la distribución preventiva ideal, porque un sitio de reproducción puede ser anticipado si ya ha sido ocupado.

## Importancia en la ecología
El modelo de dinámicas fuente-sumidero ha hecho contribuciones en varias áreas de la ecología, señaladas a continuación:
- Teoría de nichos ecológicos: El nicho de una especie se describió originalmente como los factores ambientales requeridos por una especie para llevar a cabo su historia de vida, y se esperaba que la especie se encontrara solo en las áreas que cumplían con estos requisitos de nicho.[24] Este concepto de nicho se denominó más tarde nicho fundamental y se describió como todos los lugares que una especie podría ocupar con éxito. En contraste, el nicho realizado, se describió como todos los lugares que una especie ocupaba realmente, y se esperaba que fuera menor que el nicho fundamental como resultado de la competencia con otras especies.[25] Sin embargo, el modelo de fuente-sumidero demostró que la mayoría de la población podía ocupar un sumidero que, por definición, no cumplía con los requisitos de nicho de la especie, y, por lo tanto, estaba fuera del nicho fundamental.[1] En este caso, el nicho realizado era en realidad más grande que el nicho fundamental, y las ideas sobre cómo definir el nicho de una especie tenían que cambiar para considerar los nuevos escenarios que establecía el modelo de fuente-sumidero.[1]

- Metapoblaciones: La dinámica de fuente-sumidero también se ha incorporado al estudio de metapoblaciones, un grupo de poblaciones que residen en varias porciones de hábitat. Aunque en algunas áreas pueden extinguirse, la persistencia regional de la metapoblación depende de la capacidad de los sitios para volver a colonizarse. Mientras haya áreas fuente presentes para una reproducción exitosa, los sitios de sumidero pueden permitir que la cantidad total de individuos en la metapoblación crezca más allá de lo que la fuente podría soportar, proporcionando una reserva de individuos disponibles para la recolonización.[26]

- Metacomunidades: Tiene también implicaciones para los estudios de la coexistencia de especies dentro de las porciones de hábitat. Debido a que un área que es fuente de una especie puede ser un sumidero para otra, la coexistencia en realidad puede depender de la inmigración desde un segundo sitio en lugar de interacciones complejas entre las dos especies.[1] De manera similar, la dinámica de fuente-fuente puede influir en la coexistencia regional y la demografía de las especies dentro de una metacomunidad, un grupo de comunidades conectadas por la dispersión de especies potencialmente interactuantes.[27]

- Teoría de trampas ecológicas: Finalmente, el modelo de dinámicas fuente-sumidero ha favorecido el entendimiento de modelos teórico-prácticos en relación con escenarios de trampa ecológica, donde ciertos organismos, por cambios ambientales repentinos y/o señales defectuosas en la identificación de hábitats de calidad, prefieren instalarse en áreas sumidero, en desmedro de hábitats fuente.[4][5][7][28]

## Implicaciones para la conservación
Dado el interés conservacionista y administrativo en la gestión de áreas de interés ecológico, se ha hecho cada vez más común la política de restauración de hábitats de alta calidad, especialmente cuando se albergan especies raras, amenazadas y/o en peligro de extinción. Como resultado, es importante entender cómo identificar o crear hábitats de alta calidad y cómo las poblaciones responden a la pérdida o cambios de hábitat. Debido a que una gran proporción de la población de una especie podría existir en el hábitat de un sumidero, los esfuerzos de conservación pueden malinterpretar los requisitos de hábitats de la especie, al punto de reproducir trampas ecológicas. De manera similar, sin considerar la presencia de una trampa, los conservacionistas podrían preservar erróneamente el hábitat de la trampa bajo el supuesto de que el hábitat preferido de un organismo es su estándar de buena calidad. Simultáneamente, el hábitat fuente puede ser ignorado o incluso destruido si solo una pequeña proporción de la población reside allí. La degradación o destrucción de un hábitat fuente podría propiciar involuntariamente el declive y/o la extinción de una población de interés, y eventualmente podría impactar sobre otras poblaciones en sumideros o trampas situados a escalas regionales.
Al considerar dónde colocar las reservas ecológicas, a menudo se supone que la protección del hábitat fuente es el objetivo, aunque si la causa de un sumidero es la actividad humana, se puede designar erróneamente un área sumidero para protección. En cualquier caso, determinar qué áreas son fuentes o sumideros de varias especies puede llegar a ser muy difícil, puesto que un área que es fuente para una especie puede no serlo para otras. Así mismo, las áreas que son actualmente fuentes y/o sumideros pueden no serlo en el futuro, ya que los hábitats evolucionan y las especies modifican sus patrones de comportamiento con ellos, y contextualmente, porque existe una alteración permanente debido al incremento de la actividad humana y/o el cambio climático, que repercuten y presionan a los sistemas naturales. En general, se puede esperar que pocas áreas sean fuentes universales, o sumideros universales.
Si bien la presencia de fuentes, sumideros o trampas debe considerarse para la supervivencia de poblaciones a corto plazo, especialmente para poblaciones pequeñas, la supervivencia a largo plazo puede depender de la creación de redes de reservas que incorporen una variedad de hábitats que permitan que sus poblaciones y espacios interactúen entre sí.